# Catarina Henriqueta de Balzac d’Entragues
Catarina Henriqueta ou Catherine Henriette de Balzac d'Entragues (1579-1633), Marquesa de Verneuil.
A ela, depois da morte de Gabrielle d'Estrées, Henrique IV teria prometido casamento: era filha de Marie Touchet (amante do rei Carlos IX), e de seu marido François de Balzac d'Entragues; sendo assim meia irmã do Conde de Auvergne Carlos de Valois (1573-1650), Duque de Angoulême em 1619, filho de Maria Touchet e do rei. 
Teria feito cenas ao rei por ocasião de seu casamento com Maria de Médicis, entrando na conspiração do marechal de Biron em 1606 mas retomando os favores reais em 1608. Suspeita-se de seu envolvimento nas intrigas espanholas que precederam a morte do Rei.
Com Catarina Henriqueta o famoso diálogo, em que ela teria reclamado do cheiro corporal do rei:
-  “Vous avez de la chance d’être roi car, en vérité, Sire, vous puez comme une charogne.»
-  «Effectivement», lui repondit il, »j’ai le gousset qui sent un peu fin.»
Ver seus filhos em Henrique IV.